# تريادة (الطويلة)

تعديل مصدري - تعديل

تريادة هي إحدى قرى عزلة بني الخياط بمديرية الطويلة التابعة لمحافظة المحويت، بلغ تعداد سكانها 189 نسمة حسب تعداد اليمن لعام 2004.